# پاسو ده لوس لیبرس
پاسو ده لوس لیبرس (به اسپانیایی: Paso de los Libres) شهری در کشور آرژانتین، ایالت کورینتس است که در سال ۲۰۰۹ میلادی، حدود ۴۰٬۴۹۴ نفر جمعیت داشته‌است.